# Irene Lascarina
Irene Lascarina o Eirene Laskarina (in greco Ειρήνη Λασκαρίνα?, Eirēnē Laskarina; XIII secolo – XIII secolo) era figlia di Teodoro I Lascaris, Imperatore di Nicea e Anna Comnena Angelina.
I suoi nonni materni erano l'Imperatore bizantino Alessio III Angelo e Eufrosina Ducena Camatera. Sua sorella Maria Lascarina sposò il Re Béla IV d'Ungheria.

## Biografia
Irene sposò prima il generale Andronico Paleologo e, dopo la sua morte, divenne la moglie del designato successore di Teodoro, il futuro imperatore Giovanni III Vatatze nel 1212. Con Giovanni III ebbe un figlio, il futuro imperatore Teodoro II Ducas Lascaris. Dopo la nascita di quest'ultimo, cadde da cavallo facendosi così male che non poté più partorire altri figli. Si ritirò in un convento, scegliendo Eugenia come nome da monaca, ed è lì che morì nel 1239, una quindicina di anni prima del marito.
Irene viene spesso lodata dagli storici per la sua astuzia e cultura.

## Ascendenza
|                       |                    |                           | Genitori           |  |  | Nonni |  |  | Bisnonni |  |
|                       |                    |                           |                    |  |  | …     |  |  | …        |  |
|                       |                    |                           |                    |  |  | …     |  |  | …        |  |
|                       |                    | …                         |                    |  |  | …     |  |  |          |  |
| Teodoro I Lascaris    |                    |                           |                    |  |  | …     |  |  |          |  |
|                       |                    | …                         | …                  |  |  |       |  |  |          |  |
|                       |                    | …                         | …                  |  |  |       |  |  |          |  |
|                       |                    | …                         | …                  |  |  |       |  |  |          |  |
| Irene Lascarina       |                    | …                         |                    |  |  |       |  |  |          |  |
|                       | Alessio III Angelo | Andronico Angelo          |                    |  |  |       |  |  |          |  |
|                       | Alessio III Angelo | Andronico Angelo          |                    |  |  |       |  |  |          |  |
|                       | Alessio III Angelo | Eufrosina Castamonitissa  |                    |  |  |       |  |  |          |  |
| Anna Comnena Angelina | Alessio III Angelo |                           |                    |  |  |       |  |  |          |  |
|                       |                    | Eufrosina Ducena Camatera | Andronico Camatero |  |  |       |  |  |          |  |
|                       |                    | Eufrosina Ducena Camatera | Andronico Camatero |  |  |       |  |  |          |  |
|                       |                    | Eufrosina Ducena Camatera | …                  |  |  |       |  |  |          |  |
|                       |                    | Eufrosina Ducena Camatera |                    |  |  |       |  |  |          |  |